# Земноводні гусениці
Земноводні гусениці — личинки гавайських молей роду Hyposmocoma родини розкішних молей (Cosmopterigidae), які здатні жити як під водою, так і на суші. У цей час відомо принаймні 12 земноводних Hyposmocoma. Рід є повністю ендемічним для Гавайських островів.
Це єдині з відомих комах, здатних жити під водою і на суші. Описано в 2010 році ентомологами Гавайського університету на Маноа. Гусениці живуть у швидких потоках під водою і на камінні без води. Здатні виживати під водою до місяця.
Близько 0,5% гусениць метеликів є водними і живуть під водою. Проте водні гусениці мають зябра і тому не здатні жити на повітрі.
Гусениці ж Hyposmocoma не мають зябер або аналогічних їм утворень і дихають шкірою, абсорбуючи кисень з води, тому їм необхідні швидкі потоки. Живуть на дні гірських струмків, прикріплюючись до каменів за допомогою виділених шовкових ниток, але можуть жити і на суші подібно звичайним сухопутним комахам. Види відрізняються різноманітними розмірами і формами шовкових коконів, в яких мешкають.